# Waal (Rohrbach)
Waal ist ein Ortsteil der Gemeinde Rohrbach im oberbayerischen Landkreis Pfaffenhofen an der Ilm. Bis 1971 war er Sitz der gleichnamigen Gemeinde.

## Geographie
Das Pfarrdorf Waal liegt zwei Kilometer südwestlich des Kernorts Rohrbach nahe der Bundesautobahn 9.

## Geschichte
Der Ortsname „Wald“ ist schon 1198 durch den Ortsadeligen „Adelpero de Waldo“ bezeugt, der ein Ministerialer des Grafen Otto von Scheyern war. Die katholische Kirche Mariä Himmelfahrt, bis 1953 Sitz einer Pfarrei, stammt im Ursprung aus dem 15. Jahrhundert. Der Ausbau des Langhauses erfolgte um 1780, der Turmaufbau 1881 und die Verlängerung des Langhauses im Jahr 1903.
Die 1818 mit dem bayerischen Gemeindeedikt begründete Landgemeinde Waal mit dem zugehörigen Ort Ossenzhausen wurde am 1. Januar 1971 im Zuge der Gebietsreform in Bayern zur Gemeinde Rohrbach eingemeindet.